# 1. SSV Ulm
1. SSV Ulm – niemiecki klub piłkarski, mający siedzibę w mieście Ulm, w kraju związkowym Badenia-Wirtembergia, działający w latach 1928–1970 (od 1970 roku jako SSV Ulm 1846).

## Historia
- 1928 – został założony jako 1. SSV Ulm (SV Schaben Ulm połączył się z 1.Schwimmverein Ulm).
- 05.05.1970 – połączył się z TSG Ulm 1846 tworząc SSV Ulm 1846

## Sukcesy
- 9 sezonów w Gaulidze Württemberg (1. poziom): 1933/34-41/42 (oraz sezon 1944/45 – rozgrywek nie dokończono).
- 3 sezony w Landeslidze Württemberg (2. poziom): 1946/47-48/49.
- 6 sezonów w Amateurlidze Württemberg (3. poziom): 1954/55-59/60.
- 9 sezonów w Amateurlidze Nordwürttemberg (3. poziom): 1960/61-64/65 i 1966/67-69/70.
- mistrz Amateurliga Württemberg (3. poziom): 1955 (przegrywa baraże o awans do 2. Oberligi Süd)
- wicemistrz Amateurliga Württemberg (3. poziom): 1956